# Aphonoides excavatus
Aphonoides excavatus är en insektsart som beskrevs av Andrej Vasiljevitj Gorochov 2008. Aphonoides excavatus ingår i släktet Aphonoides och familjen syrsor. Inga underarter finns listade i Catalogue of Life.